# Archivo Provincial de la Memoria
El Archivo Provincial de la Memoria se conformó en 2020 por decreto del Gobierno de la provincia de Buenos Aires, a través del Ministerio de Justicia y Derechos Humanos bonaerense. Es un organismo gubernamental perteneciente a la Subsecretaría de Derechos Humanos de Buenos Aires, dependiente del Ministerio de Justicia y Derechos Humanos provincial que tiene como objetivo preservar, analizar y difundir, documentos vinculados a las violaciones a los derechos humanos, en particular con relación al terrorismo de Estado aplicado por la dictadura cívico militar argentina entre 1976 y 1983.
Se encuentra ubicado en el inmueble donde funcionó el Destacamento de Inteligencia 101 del Ejército Argentino, en calle 55 entre 7 y 8 de la ciudad de La Plata, capital de la provincia de Buenos Aires.

## Historia

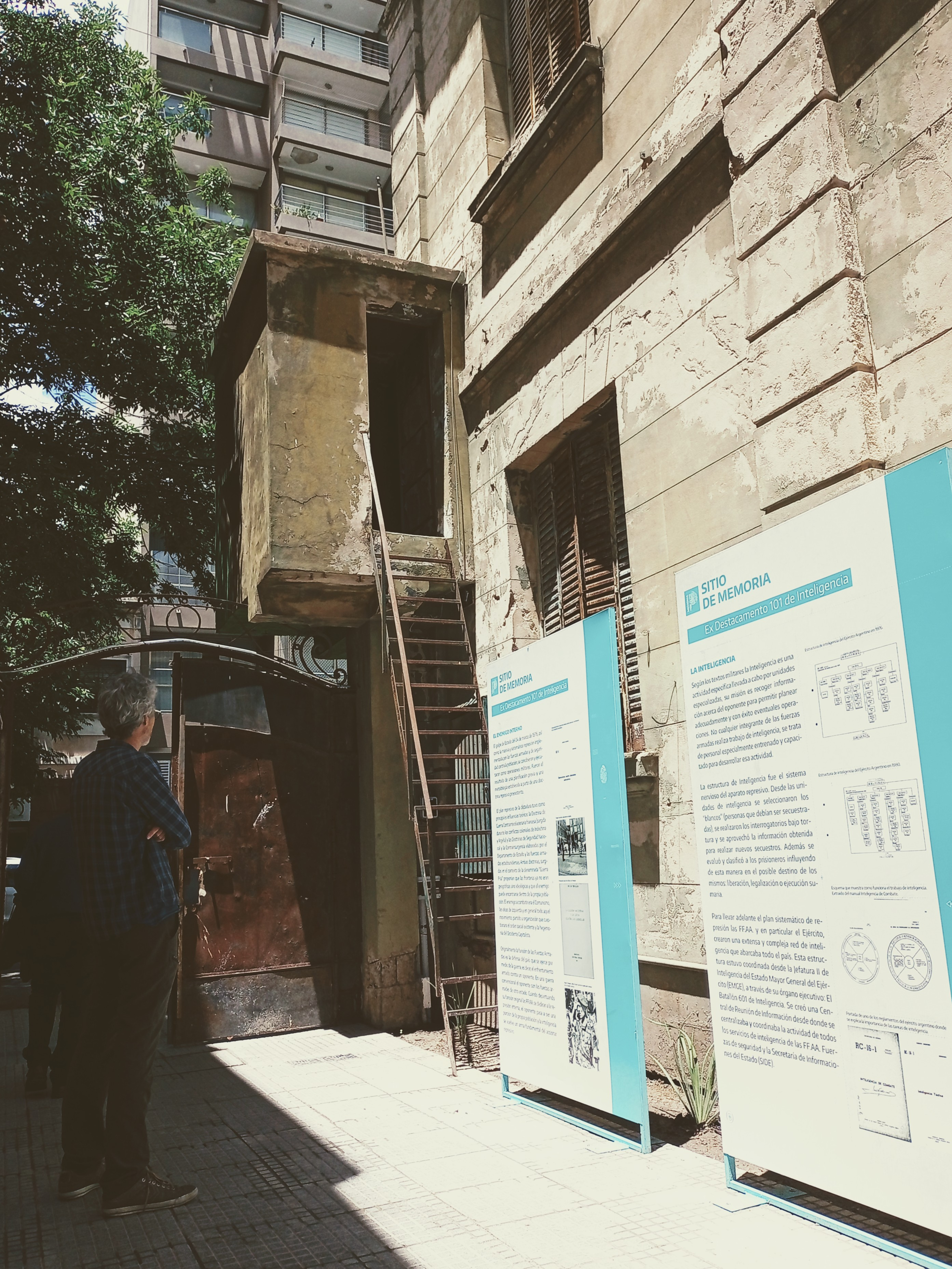
Inmueble donde funcionaba el Destacamento de Inteligencia 101 del Ejército Argentino en La Plata, sede del Archivo Provincial de la Memoria.

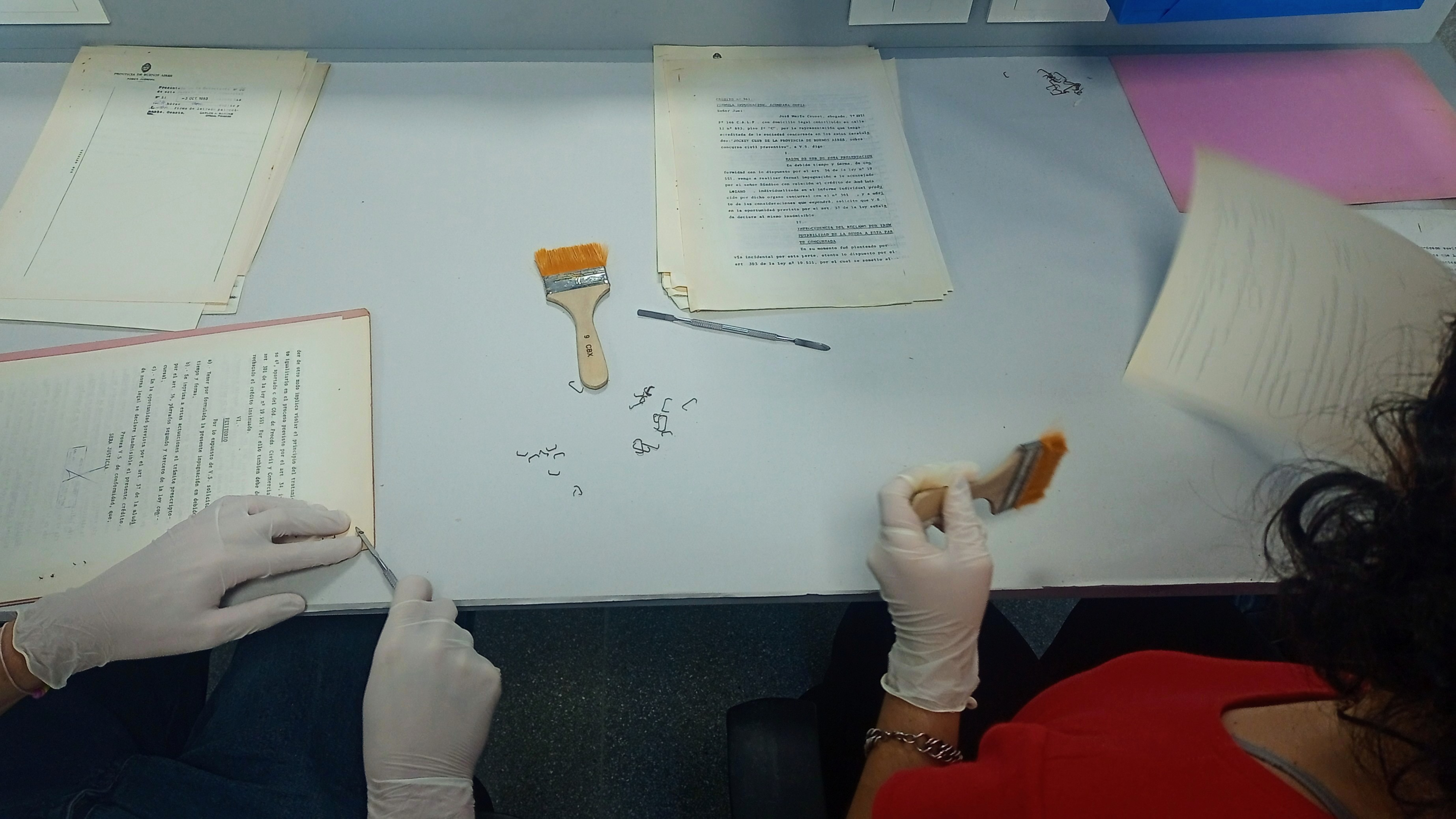
Trabajos de clasificación y conservación archivística sobre expedientes judiciales.

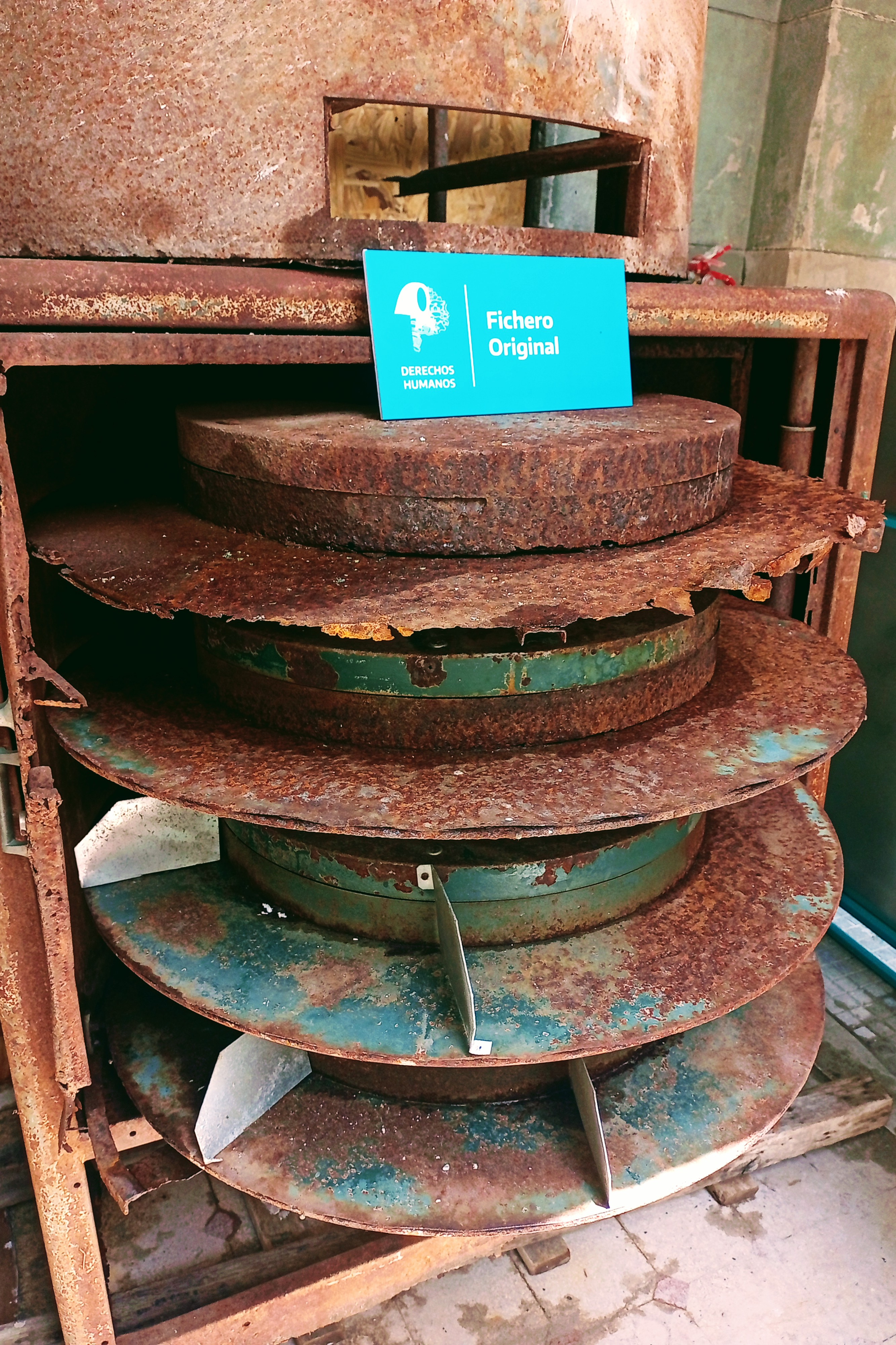
Fichero original utilizado por funcionarios del Destacamento de Inteligencia 101 en los años del terrorismo de Estado.

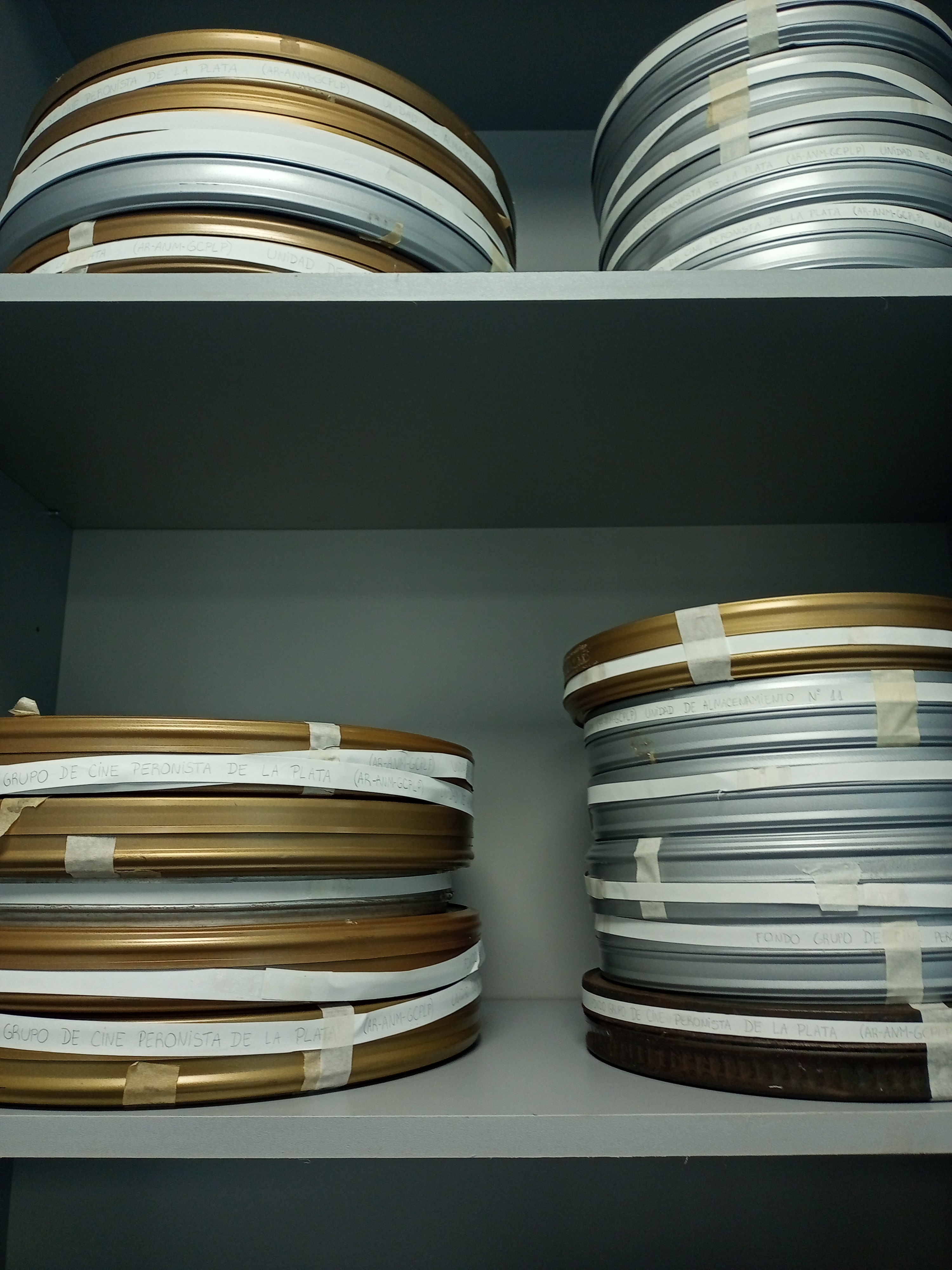
Acervo documental: latas de material fílmico producidas por el Grupo de Cine Peronista de La Plata, entre 1971 y 1975, en la Facultad de Artes de la UNLP.

El Gobierno de la Provincia de Buenos Aires dispuso, mediante Decreto n°37/2020, la creación del Archivo Provincial de la Memoria en la órbita de la Subsecretaría de Derechos Humanos de Buenos Aires del Ministerio de Justicia y Derechos Humanos de la Provincia de Buenos Aires. La medida permitió hacer efectiva la Ley Provincial 12.498 de creación del Registro Único de la Verdad. Dicha norma consagra el derecho de la comunidad bonaerense a conocer las implicancias sociales, humanas y políticas que tuvieron las prácticas sistemáticas de violaciones a los derechos humanos ejercidas por la represión ilegal durante la vigencia del terrorismo de Estado, en Argentina y en particular en la provincia de Buenos Aires.
El espacio donde funciona el Archivo Provincial de la Memoria formaba parte del Destacamento de Inteligencia 101 (ex Centro Clandestino de Detención del Ejército Argentino) y fue recuperado patrimonialmente como sitio de memoria por la Agencia de Administración de Bienes del Estado. La nueva sede del APM, inaugurada el 7 de diciembre de 2023, cuenta con más de 630 metros cuadrados cubiertos, distribuidos en cinco plantas, con áreas específicas para el ingreso, la conservación y la guarda documental. El histórico inmueble será restaurado para convertirse en un espacio de memoria abierto al público.

## Objetivos
A partir del decreto provincial impulsado para su creación, firmado por el gobernador Axel Kicillof en 2020, el Archivo Provincial de la Memoria se propone como un organismo centralizado de acceso público para supervisar, diseñar y evaluar políticas archivísticas para la recopilación, la clasificación y el resguardo de todo el acervo documental (testimonial, documental e informativo) relacionado con las consecuencias de la represión ilegal y las violaciones a los derechos humanos en Argentina, particularmente las acontecidas durante la última dictadura cívico militar en el territorio bonaerense; en tanto prueba para procesos judiciales respecto de las responsabilidades del accionar del terrorismo de Estado en causas por crímenes de lesa humanidad.
El APM busca facilitar la consulta permanente de este tipo de fondos y colecciones documentales por parte de investigadores, periodistas, estudiantes, instituciones públicas y privadas, asociaciones de la sociedad civil y el público en general. El objetivo es contribuir a la construcción de una conciencia colectiva y a la preservación de la memoria ciudadana como instrumento para la reparación de las violaciones a los derechos humanos, las libertades fundamentales y el fortalecimiento de las garantías de no repetición.
También integra la Red Federal de Archivos de la Memoria (ReFAM), ámbito interjurisdiccional del que participan archivos de la memoria provinciales, centros de documentación y registros únicos de la verdad de Argentina. La ReFam articula políticas públicas de memoria con eje en el registro, la recuperación y la puesta en valor de documentos referidos a la vulneración de derechos ejercida por el Estado argentino. Y asiste técnicamente para la creación de estos espacios brindando capacitaciones y asesoramiento sobre equipamiento, conservación y archivística.

## Patrimonio documental
El acervo histórico documental del Archivo Provincial de la Memoria se constituye a partir de la investigación, el revelamiento, la recopilación y la clasificación de fondos y colecciones documentales existentes en las dependencias de los tres poderes del Estado Provincial (Ejecutivo, Legislativo y Judicial), entes descentralizados, autárquicos e instituciones municipales que hagan referencia, de modo directo o indirecto, a lo acontecido en la sociedad civil, en territorio bonaerense, durante la vigencia del terrorismo de Estado durante el período de la última dictadura cívico-militar de Argentina. También se resguarda material documental vinculado a juicios y causas por delitos de lesa-humanidad. El patrimonio documental del APM se nutre de la colaboración y donación de distintos organismos y referentes de Derechos Humanos de toda la provincia y el país.
Algunos de los agrupamientos documentales en custodia del APM son los siguientes:
- Colección Ana María Careaga: producida por Ana María Careaga, activista de derechos humanos y ex detenida-desaparecida durante la Última dictadura cívico-militar argentina, consta de copias de documentos referidos a su secuestro y al de su madre: Esther Ballestrino. Incluye testimonios, recursos de habeas corpus, cartas y diversa documentación.

- Colección ARBA: está conformada por imágenes aéreas cartográficas tomadas por la Agencia de Recaudación de la Provincia de Buenos Aires (ARBA), que registran espacios donde funcionaron centros clandestinos de detención vinculados al terrorismo de Estado en el territorio provincial. Las imágenes fueron digitalizadas por la Agencia y remitidas al APM en virtud de un convenio suscripto con la Subsecretaría de Derechos Humanos provincial.

- Colección Causas judiciales por delitos de lesa humanidad: incluye copias digitales de diversas causas judiciales por la comisión de delitos de lesa humanidad donde la Subsecretaría de Derechos Humanos bonaerense se desempeñó o desempeña como parte querellante.

- Colección Celina Lacay: el acervo documental fue producido por Celina Torres Molina, en base a documentación que perteneció a su madre, Celina Lacay, de profesión historiadora, militante y ex presa política. Está compuesto, en su mayoría, por cartas escritas por Celina Lacay desde su encarcelamiento en el Penal de Devoto a su marido, hijo e hijas.

- Colección Documentos Desclasificados de Estados Unidos: incluye copia de los documentos desclasificados por el gobierno de Estados Unidos, producidos por diversas agencias gubernamentales durante el período de la última dictadura cívico-militar argentina. La documentación incluye cables, informes, telegramas, memorandos, entre otros, que fueron entregados al Estado argentino entre 2002 y 2019.

- Colección Expedientes del Poder Judicial de la Provincia de Buenos Aires: son copias digitalizadas de expedientes procedentes de archivos del Poder Judicial bonaerense, seleccionados por constituir un potencial aporte a las investigaciones en torno a la comisión de delitos de lesa humanidad. El relevamiento de estos archivos, que se enfoca en casi 100.000 expedientes, comenzó en 2021 y es un trabajo en conjunto entre la Subsecretaría de Derechos Humanos provincial (a través del Archivo Provincial de la Memoria y la Dirección de Querellas), el Patronato de Liberados y la Unidad de Asistencia para Causas por Violaciones a los Derechos Humanos de La Plata.

- Colección Fuerzas Armadas, de Seguridad y Servicios Penitenciarios: el acervo contiene copias de legajos de personal, boletines reservados, órdenes del día y otros documentos producidos por fuerzas armadas y de seguridad a nivel nacional y provincial, requeridas por la Subsecretaría de Derechos Humanos provincial en el marco de investigaciones por delitos de lesa humanidad, con sustento en la ley del Registro Único de la Verdad.

- Colección Marta Moreira de Alconada: se compone de documentación y fotografías personales de la referente de la asociación civil Madres de Plaza de Mayo y madre de Domingo Roque Alconada Moreira, militante político detenido y desaparecido el 22 de diciembre de 1976 por un grupo de tareas de la última dictadura cívico-militar.

- Colección Miguel Benancio Sánchez: reúne documentos de este atleta, escritor, poeta y militante, desaparecido el 8 de enero de 1978 en Berazategui, provincia de Buenos Aires. Incluye fotografías y escritos de su autoría que fueran resguardados por Elvira Sánchez, hermana mayor de Miguel Benancio, que comenzó a sumar documentación de diversas procedencias referida a su trayectoria como deportista y a las investigaciones en torno a su desaparición.

- Colección Nosotras en el Archivo: contiene documentos donados por mujeres integrantes del grupo «Nosotras», militantes políticas que fueron encarceladas en el penal de Villa Devoto, Buenos Aires, en el marco del terrorismo de Estado aplicado en Argentina. Está compuesta de cuadernos, poemas, ilustraciones, objetos, cartas y fotografías, entre otros materiales, que hacen referencia a su actividad política, su experiencia carcelaria y a las formas de organización y participación.

- Colección Hipódromo de La Plata: alberga una copia de diversas documentaciones del Hipódromo de la ciudad de La Plata, ingresadas a partir de un convenio interinstitucional que incluye el relevamiento, la conservación preventiva, el tratamiento archivístico y la digitalización de estos materiales por parte del APM, entre estos el fichero histórico, incorporado en su totalidad, y legajos de personal del Hipódromo, rastreando tanto a trabajadores y trabajadoras víctimas de desaparición forzada y asesinato como a miembros de la organización de ultraderecha Concentración Nacional Universitaria.

- Colección Hospitales Provinciales: incluye documentación variada producida en hospitales públicos provinciales, vinculada con el desarrollo del terrorismo de Estado. Estos documentos fueron requeridos por la Subsecretaría de Derechos Humanos provincial en el marco de las atribuciones otorgadas a partir de la ley del Registro Único de la Verdad y del convenio firmado en 2021 por el Ministerio de Justicia y Derechos Humanos bonaerense con su par de Salud.

- Colección Legajos de la Secretaría de Derechos Humanos de la Nación: se compone de copias de legajos de víctimas del terrorismo de Estado remitidas por la Secretaría de Derechos Humanos de la Nación, requeridas por labor y atribuciones de la Subsecretaría de Derechos Humanos de la Provincia de Buenos Aires.

- Colección Radio Provincia de Buenos Aires: surge de un convenio de cooperación suscripto entre el Archivo Nacional de la Memoria (ANM) y Radio Provincia en 2010 y contiene cintas del archivo de la radio pública bonaerense vinculadas con el quebrantamiento de los derechos humanos en Argentina. Entre los documentos de la colección, se hallan crudos de entrevistas, discursos, programas y coberturas periodísticas de acontecimientos políticos, culturales y sociales sin editar.

- Colección Ramón Torres Molina: reúne materiales recopilados y donados por Ramón Torres Molina, abogado, politólogo y docente, expresidente del Archivo Nacional de la Memoria. Contiene documentación de 1985 a 2003 en distintos soportes: recortes periodísticos, copias de causas judiciales y documentos organizativos y de investigación de la organización argentina de derechos humanos: Abuelas de Plaza de Mayo.

- Colección Stella Calloni: donada en mayo de 2024 por la escritora, periodista y especialista en política internacional Stella Calloni, la colección contiene 400 libros de su biblioteca personal, referidos a temáticas de historia, derechos humanos y política en América Latina, como documentos en soporte papel y magnético que se encuentran en proceso de organización archivística para su consulta pública.

- Colección Sumarios Administrativos: contiene copias de sumarios administrativos de la Policía de la Provincia de Buenos Aires correspondientes al período de la última dictadura cívico-militar. El APM realiza las tareas de conservación preventiva y digitalización de estos materiales en acuerdo con el Ministerio de Seguridad provincial.

- Colección Testimonios de Juicios por la Verdad en La Plata: consta de las copias de las declaraciones realizadas ante la Cámara Federal de Apelaciones de La Plata entre 1999 y 2012 en el marco de los Juicios por la Verdad celebrados en dicha localidad.

- Colección Unidades Penitenciarias: reúne documentos producidos en las diversas unidades penitenciarias del Servicio Penitenciario Bonaerense (SPB) en cumplimiento de sus funciones y actividades, seleccionados por la entonces Secretaría de Derechos Humanos de la Provincia de Buenos Aires para aportar documentación en la reapertura de los juicios por delitos de lesa humanidad producida entre 2006 y 2007.

- Fondo Dirección de Secretaría de Inteligencia del Servicio Penitenciario Bonaerense (SPB): es un fondo documental transferido a la Subsecretaría de Derechos Humanos para su preservación, guarda y análisis, brindada para la consulta desde el Archivo Provincial de la Memoria luego de la supresión de dicha área de la estructura del SPB.

- Fondo Investigación y Memoria: reúne documentación producida y recopilada por el área de investigación del Archivo Provincial de la Memoria de la Subsecretaría de Derechos Humanos de la Provincia de Buenos Aires, en el marco del cumplimiento de la ley del Registro Único de la Verdad. Consta de bases de datos, informes, reportes estadísticos, publicaciones, nóminas, denuncias, comunicaciones y notas, entre otros materiales.

- Fondo Grupo de Cine Peronista de La Plata: producido por estudiantes y profesores de la carrera de cine de la Facultad de Artes de la Universidad Nacional de La Plata entre 1971 y 1975, estos documentos permanecieron escondidos, en condiciones precarias, desde el golpe cívico-militar de 1976 y fueron recuperados en la década de 2000. En 2014, el material fue donado al Archivo Nacional de la Memoria, donde se lo volvió a digitalizar con tecnologías que permitieron mejorar la calidad respecto de la digitalización original con acciones archivísticas y de conservación preventiva, y en 2023, la Comisión de Gestión del Grupo resolvió transferir los originales al Archivo Provincial de la Memoria.

- Fondo Fundación Alumbrar: está conformado por el material producido y recopilado para la realización del largometraje «Trelew», estrenado por Mariana Arruti en 2003. Consta de entrevistas, imágenes de las ciudades de Rawson y Trelew y diversos documentos visuales de archivo.

- Fondo Noemí Gibello de Ogando: donado al APM en 2023, incluye el archivo personal de Noemí Gibello de Ogando, Madre de Plaza de Mayo cuyo hijo Gustavo fue secuestrado y desaparecido el 13 de mayo de 1977 durante el último gobierno cívico-militar de Argentina. Consta de una diversos soportes documentales sobre la vida de su hijo Gustavo, así como del activismo Noemí Gibello ante la desaparición de su hijo y su nuera: María Victoria Navajas Jáuregui.

## Sitio de memoria
El Archivo Provincial de la Memoria está emplazado en el predio donde funcionaba el Destacamento de Inteligencia 101, perteneciente a la Jefatura II del Ejército Argentino, en el centro comercial y político de la ciudad de La Plata, capital de la provincia de Buenos Aires. El espacio fue recuperado patrimonialmente como sitio de memoria a partir de 2021, cuando la Agencia de Administración de Bienes del Estado desafectó el edificio de la órbita gubernamental del Ministerio de Defensa de la Nación Argentina para ser cedido al Ministerio de Justicia y Derechos Humanos de la Provincia de Buenos Aires y asentar allí la nueva sede del APM.
La desafectación de la casa como dependencia del Destacamento 101 había sido ordenada en 2014, durante una sentencia de los denominados Juicios por la Verdad sobre el centro clandestino de detención que funcionó detrás de la Unidad Penal 9 de Lisandro Olmos, en el cordón de ingreso a La Plata, conocido como «La Cacha».
En el Destacamento de Inteligencia 101 se controlaba y ejecutaba el accionar represivo ilegal del Estado en el partido de La Plata y otras localidades bonaerenses desde 1975 y, de manera sistemática, en el marco del terrorismo de Estado implementado por la última dictadura cívico-militar (1976-1983). Allí se coordinaban tareas de inteligencia para el secuestro de hombres y mujeres perseguidos por su accionar y pensamiento político, social y sindical. Las tareas de inteligencia incluían la ejecución de operativos ilegales de detención, el traslado a centros clandestinos, la realización de interrogatorios bajo tortura y la determinación del destino final de las víctimas, que podían ser derivadas a cárceles, asesinadas o desaparecidas.